# Lampethusa anatina
Lampethusa anatina är en insektsart som beskrevs av William Lucas Distant 1884. Lampethusa anatina ingår i släktet Lampethusa och familjen ängsskinnbaggar. Inga underarter finns listade i Catalogue of Life.